# جون غريفين (لاعب كرة قدم أمريكية)
جون غريفين (بالإنجليزية: John Griffin)‏ هو لاعب كرة قدم أمريكية أمريكي، ولد في 17 ديسمبر 1988 في أوستن في الولايات المتحدة.

## وصلات خارجية
- جون غريفين على موقع مرجع كرة القدم المحترفة.كوم (الإنجليزية)